# Utah Starzz 2001
La stagione 2001 delle Utah Starzz fu la 5ª nella WNBA per la franchigia.
Le Utah Starzz arrivarono quarte nella Western Conference con un record di 19-13. Nei play-off persero la semifinale di conference con le Sacramento Monarchs (2-0).

## Roster
| N° | Naz.                   | Ruolo | Sportivo            | Anno | Alt. | Peso |
| -- | ---------------------- | ----- | ------------------- | ---- | ---- | ---- |
| 3  | Stati Uniti (bandiera) | G     | Marie Ferdinand     | 1978 | 175  | 69   |
| 7  | Croazia (bandiera)     | G     | Korie Hlede         | 1975 | 175  | 68   |
| 8  | Stati Uniti (bandiera) | G     | Jennifer Azzi       | 1968 | 173  | 65   |
| 12 | Polonia (bandiera)     | C     | Margo Dydek         | 1974 | 218  | 101  |
| 15 | Stati Uniti (bandiera) | A     | Adrienne Goodson    | 1966 | 183  | 74   |
| 21 | Stati Uniti (bandiera) | G     | Cara Consuegra      | 1979 | 173  | 65   |
| 23 | Stati Uniti (bandiera) | A     | LaTonya Johnson     | 1975 | 183  | 69   |
| 24 | Stati Uniti (bandiera) | C     | Natalie Williams    | 1970 | 188  | 91   |
| 25 | Stati Uniti (bandiera) | A     | Keitha Dickerson    | 1978 | 180  | 75   |
| 30 | Stati Uniti (bandiera) | G     | Kate Starbird       | 1975 | 185  | 63   |
| 45 | Rep. Ceca (bandiera)   | A     | Michaela Pavlíčková | 1977 | 191  | 79   |
| 54 | Stati Uniti (bandiera) | C     | Amy Herrig          | 1977 | 193  | 86   |

## Staff tecnico
- Allenatori: Fred Williams (5-8), Candi Harvey (14-5)
- Vice-allenatori: Candi Harvey (fino al 6 luglio), Tammi Reiss